# Katalin Makray-Schmitt
Katalin Makray-Schmitt, née le 5 avril 1945 à Vasvár, est une gymnaste artistique hongroise. 
Sa carrière a surtout été mise en avant lors des Jeux olympiques de Tokyo en 1964, lorsqu'elle a reçu la médaille d'argent aux barres asymétriques. En outre, elle a participé aux Jeux olympiques d'été de 1968 mais n'a, cette fois, pas été récompensée pour ses performances.
Épouse de Pál Schmitt, président de la République de Hongrie entre 2010 et 2012 et lui-même ancien champion olympique d'escrime, Katalin Makray-Schmitt est directement impliquée dans le débat politique puisqu'elle fut chargée, à partir de 2003, de la condition féminine au sein de la direction du Fidesz, parti conservateur de droite qui a fait élire son mari à la présidence hongroise en 2010.

## Palmarès

### Jeux olympiques
- Tokyo 1964
  -  médaille d'argent aux barres asymétriques